# ویلهلم شولتسه
ویلهلم شولتسه (به آلمانی: Wilhelm Schulze) (۱۹۲۰ – ۳۰ دسامبر ۲۰۰۲) استاد دامپزشکی و رئیس دانشگاه دام‌پزشکی هانوفر بین سال‌های ۱۹۶۶ تا ۱۹۶۸ و ۱۹۷۸ تا ۱۹۸۰ و ۱۹۸۰ تا ۱۹۸۱ بود. تخصص او بر روی خوک‌ها بود.
شولتسه دامپزشکی را در دانشگاه لایپزیگ و دانشگاه هانوفر فراگرفت و در سال‌های ۱۹۵۰ تا ۱۹۵۶ استاد دانشگاه و بین سال‌ها ۱۹۵۲ تا ۱۹۵۵ رئیس دانشگاه لایپزیگ شد. او در سال ۱۹۵۷ استاد والا مقام مسئول دربارهٔ کلینیک تخصصی خوک‌ها شد. او در سال ۱۹۶۸ بنیانگذار انجمن بین‌المللی دام‌پزشکی خوک (IPVS) بود.
شولتسه مدرک افتخاری از دانشگاه آزاد برلین، دانشگاه دامپزشکی وین و دانشگاه ورشو و دانشگاه لایپزیگ گرفت. در ۲۴ اوت ۲۰۰۶، دانشگاه تصمیم گرفت پس از مرگ جایزه ای را به نام او نامگذاری کند.